# 高度
高度是垂直距離的度量，可以是垂直範圍（某物或某人有多“高”）或垂直位置（一個點有多“高”）。
例如，“該建築物的高度為50米”或“飛行中飛機的高度約為10,000米”。
例如，“基斯杜化·哥倫布的垂直高度為 5 英尺 2 英寸”。
當該術語用於描述垂直位置（例如飛機的）距離海平面的高度時，高度通常稱為海拔。
此外，如果該點與地球相連（例如山峰），那麼海拔（距離海平面的高度）稱為相對高度。
在笛卡尔坐标系中，高度是沿垂直軸（{\displaystyle y}）在特定點和另一個不具有相同{\displaystyle y}值的點之間測量的。如果兩個點恰好具有相同的{\displaystyle y}值，則它們的相對高度為零。在三維空間的情況下，高度是沿垂直{\displaystyle z}軸測量的，描述了與{\displaystyle x}-{\displaystyle y}平面（或上方）的距離。